# 丹麦宗教

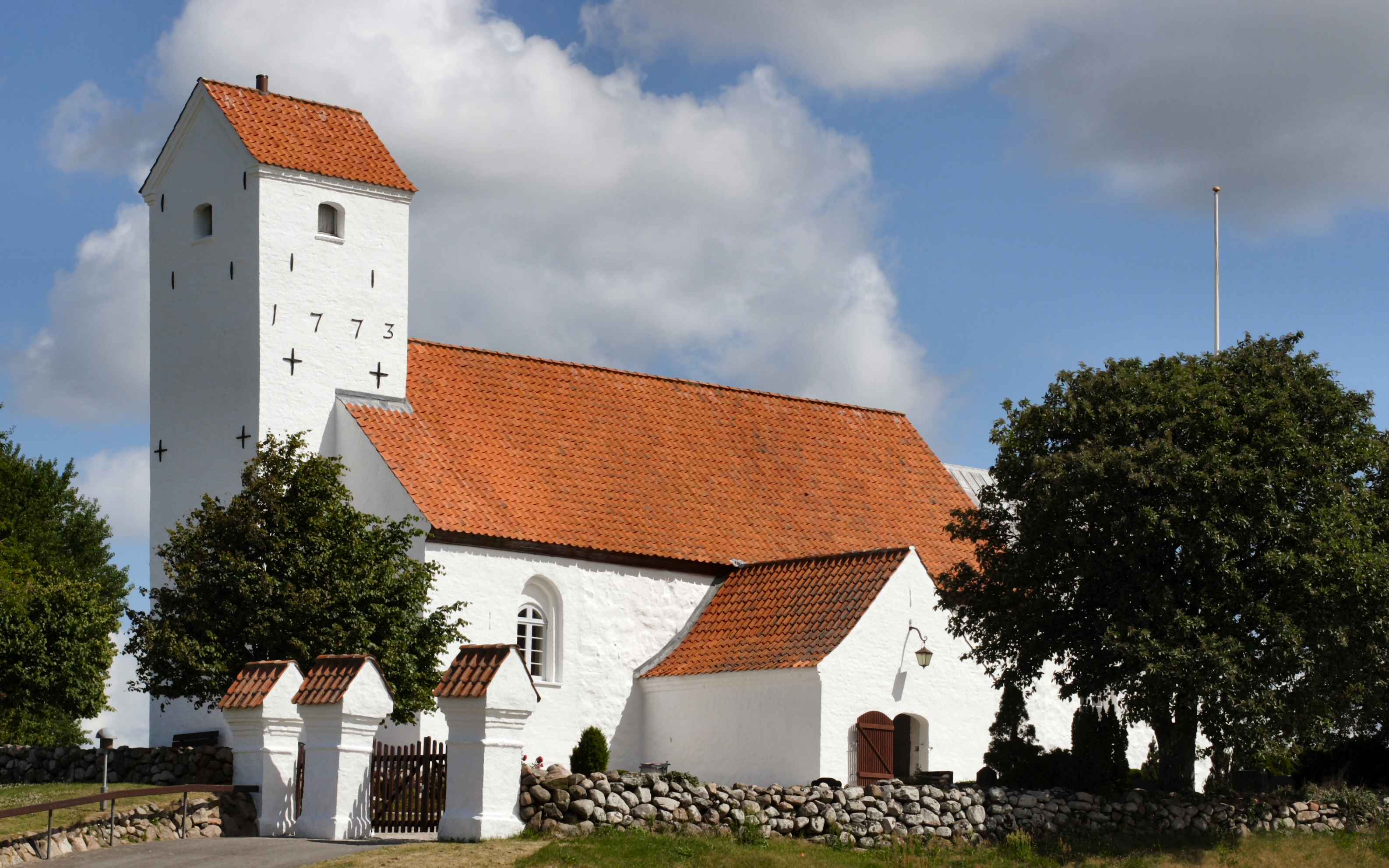
丹麥國教會的教區教堂

丹麥主要宗教宗派為丹麥國教會，屬於新教路德宗，除此之外，丹麥還有其他宗教信仰。2018年1月調查，丹麥有75.3％為丹麥國教會（Den Danske Folkekirke）的信徒，雖然教友人數眾多，但當中只有3％的人口定期參加主日崇拜。19％的丹麥人認為宗教是他們生活中重要的一部分。 
根據最新歐盟民調（Eurobarometer）估計，截至2015年，78.2％的丹麥人是基督徒（67.4％是新教徒，2.0％是東正教徒，1.3人是天主教徒），19.7％無宗教，2.1％屬於其他宗教。

## 宗教概況
根據2010年進行的歐盟民調調查，28％的丹麥公民回答說“他們相信有一位上帝”，47％的人回答說“他們認為有某種精神或生命力”，24％的人回應說“他們不相信有任何精神，上帝或生命力”。2008年進行的另一項民意調查發現，25％的丹麥人認為耶穌是上帝的兒子，18％的人認為他是世界的救世主。 2009年的蓋洛普報告發現，只有19％的丹麥人認為宗教是他們生活中重要的一部分。
只有不到20％的丹麥人口為無神論者。

## 宗教社群

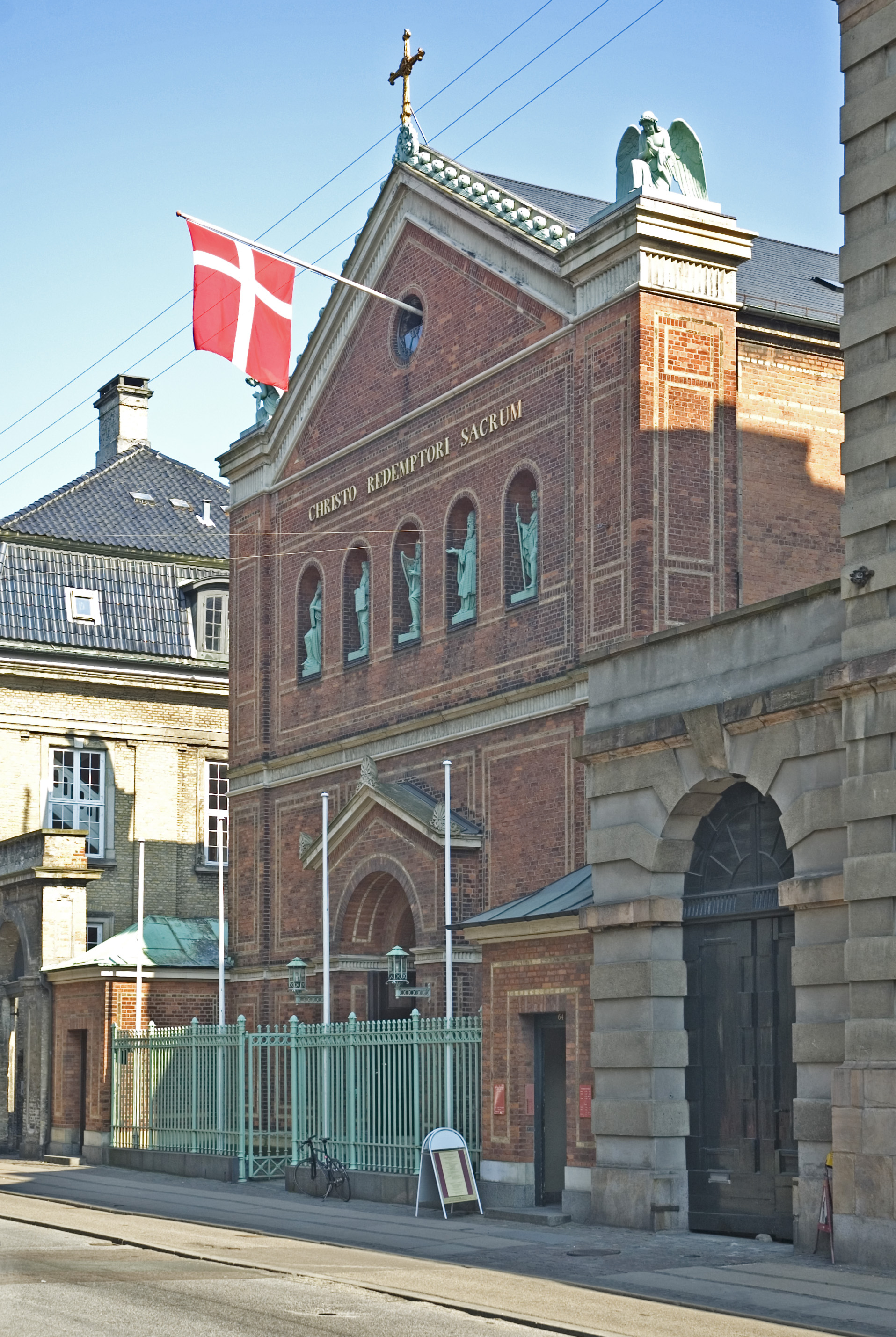
聖安斯加爾主教座堂

### 基督宗教
基督宗教為丹麥主要宗教信仰，四分之三的丹麥基督徒為丹麥國教會（路德宗）的信徒。除了路德宗外，丹麥基督徒還有一小部分屬於天主教會和其他新教教派，如丹麥浸信會聯盟。
根據2018年1月的官方統計數據，丹麥人口中有75.3％  是丹麥福音派路德教會（Den danske folkekirke）的信徒，大約有4,000名基督徒為從伊斯蘭信仰皈依基督宗教，大多數屬於各種新教。

### 猶太教
自17世紀以來，猶太社區就存在於丹麥，當時丹麥國王開始允許猶太人入境，到十九世紀末，大多數猶太人同化融入丹麥社會。在20世紀初更多猶太人移居到丹麥，二戰猶太人大屠殺期間，幾乎所有的丹麥猶太人都存活下來，部分原因是丹麥抵抗行動以及瑞典當局向丹麥猶太人提供庇護。

### 伊斯蘭教
丹麥穆斯林人口約有3％，是丹麥第二大宗教和最大的少數族群宗教。   截至2009年，丹麥有19個公認的穆斯林社區，阿赫邁底亞穆斯林建造了丹麥首都哥本哈根的第一座清真寺。2006年丹麥各地約有600名阿赫邁底亞派穆斯林。

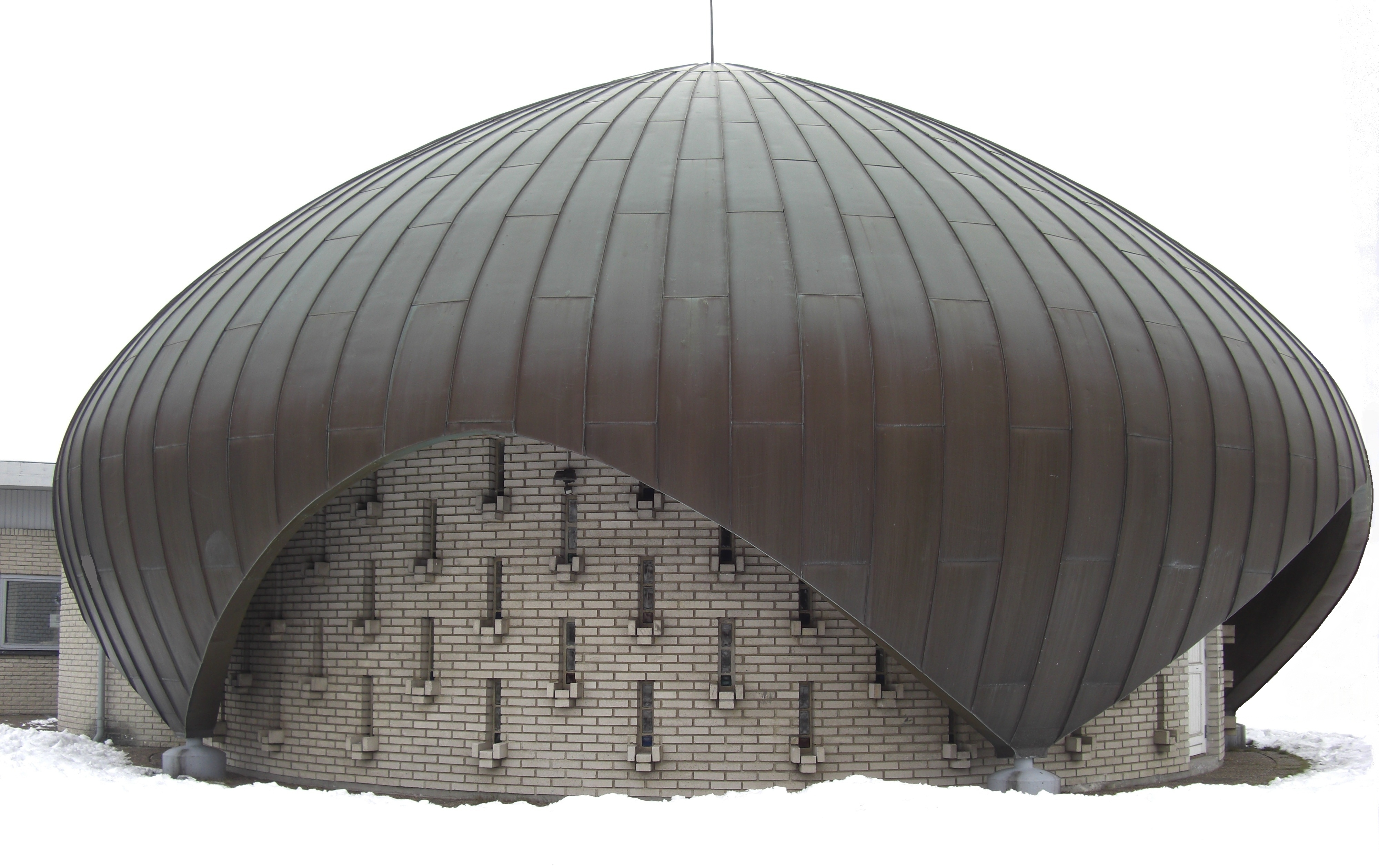
哥本哈根郊外的阿赫邁底亞派清真寺

### 其他宗教
根據丹麥外交部對各種宗教和教派進行的一項調查，其他宗教信徒約佔2％丹麥人口。

#### 巴哈伊信仰
巴哈伊信仰於1925年傳到丹麥，但直到1946年美國先驅者的到來才產生太大的影響。1962年成立靈體會。在2005年丹麥估計有大約1,251名巴哈伊教徒。

#### 佛教
丹麥的佛教信仰游到印度次大陸的探險隊帶回來。最初的信徒主要來自知識分子，作家，佛教研究家和語言學家。2009年，奧胡斯大學估計丹麥有2萬名佛教徒。

#### 新異教主義
丹麥的新異教主義在2003年11月獲得了政府的認可，目前大約有500名新異教主義信徒（佔人口的0.01％）堅持古老的北歐信仰。

## 参見
- 斯堪的納維亞半島的基督教化（英语：Christianization of Scandinavia）
- 丹麥佛教（英语：Buddhism in Denmark）
- 丹麥巴哈伊教（英语：Bahá'í Faith in Denmark）
- 丹麥伊斯蘭教（英语：Islam in Denmark）
  - 日德蘭郵報穆罕默德漫畫事件
- 丹麥猶太人歷史（英语：History of the Jews in Denmark）
  - 拯救丹麥猶太人（英语：Jyllands-Posten Muhammad cartoons controversy）
  - 丹麥印度教（英语：Hinduism in Denmark）

## 外部連結
- denmark.net Religion in Denmark（页面存档备份，存于）